# Maison Champlain
La Maison Champlain était un musée français situé dans le village de Brouage. La commune de Brouage classée grand site national dès 1989. Les Marais et la Place forte sont des hauts lieux du tourisme de la Charente-Maritime.
Ce musée remarquable a été fondé à l'occasion de la célébration du 400e anniversaire de la fondation de l'Acadie par DuGua de Mons et Samuel Champlain en 1604. Il est fermé depuis le dernier trimestre 2011.

## Histoire
En 2004, pour souligner le 400e anniversaire de la fondation par Champlain et Pierre Dugua de Mons d'un poste français sur l'île Sainte-Croix, a été inaugurée une «maison de Champlain» à Brouage.
Cette maison, véritable musée à la mémoire de Samuel Champlain, célébrait le découvreur du Canada et fondateur de Québec bien que ce dernier n'a peut-être passé qu'une bien minime partie de sa vie à l'intérieur de l'ancienne fortification .
La Maison Champlain était une œuvre cogérée par le Conseil général de la Charente-Maritime et par l'ambassade du Canada en 2004 dont le financement s'est élevé à hauteur de plus de 2 200 000 € , fermé six ans après.

## Collections
La Maison Champlain était un lieu de découverte, d'apprentissage et de savoir abrite, dans un bel édifice sur 700 m², sept salles thématiques et sur trois étages, dont un lieu d'exposition, un espace d'animation pédagogique, une salle de conférences et une pièce multimédia interactive.
Au rez-de-chaussée, la salle d'exposition permanente virtuelle a été intitulée "Champlain, une aventure saintongeaise en Amérique". Cette thématique historique se déclinait en six domaines abordant entre autres les mouvements migratoires, Brouage et l'ouverture des mers.
Ce riche fonds documentaire ne se limitait pas seulement à l'aventure et aux expéditions de Champlain mais il était également consacré au patrimoine commun de la Saintonge et du Canada français comme la pratique de la pêche au large de Terre-Neuve ou l'exploitation du sel pour la conservation du poisson.
Lieu muséographique par excellence, la Maison Champlain était également un lieu de recherches culturelles et scientifiques entre la Charente-Maritime et le Canada français afin notamment de mettre en valeur le rôle de Champlain dans la découverte de la Nouvelle-France.
Durant le dernier trimestre 2011, le Musée a fermé.